# Psychilis buchii
Psychilis buchii là một loài thực vật có hoa trong họ Lan. Loài này được (Cogn.) Sauleda miêu tả khoa học đầu tiên năm 1988.